# Casa dei nani
Casa dei nani (nota anche come Casa Margaroni o Casa Capuani) è un edificio storico situato a Orta San Giulio. Datato 1006 d.C., si trova sulla cosiddetta Salita della Motta il cui nome ufficiale è via Caire Albertoletti.

## Descrizione
Il nome Capuani deriva dai Capuani, una famiglia proprietaria della casa, originaria di Novara.
La facciata principale affacciata sulla salita, presenta un porticato con colonne in granito - materiale facilmente reperibile nella zona (cava di Madonna Del Sasso) - squadrate, poiché la lavorazione era meno costosa. Le colonne sostengono un architrave in legno; su di esso si appoggia il secondo piano con quattro piccole finestre; la ridotta dimensione delle finestre è dovuta al fatto che a quell'epoca era necessario pagare un'imposta sulle finestre, da questa caratteristica origina il nome con cui è noto l'edificio, appunto casa dei nani.
La casa si sviluppa su tre piani: piano terra, primo piano e secondo piano.
A partire dal XIV secolo (periodo della costruzione) venne usato come forno per il pane mentre oggi è proprietà privata e non è visitabile al pubblico, è visibile solo l'esterno. L'edificio è stato restaurato nel 2010.

## Affreschi
Tra le coppie di finestre vi sono tre affreschi:
- Madonna col Bambino
- L'Ascensione
- L'Annunciazione

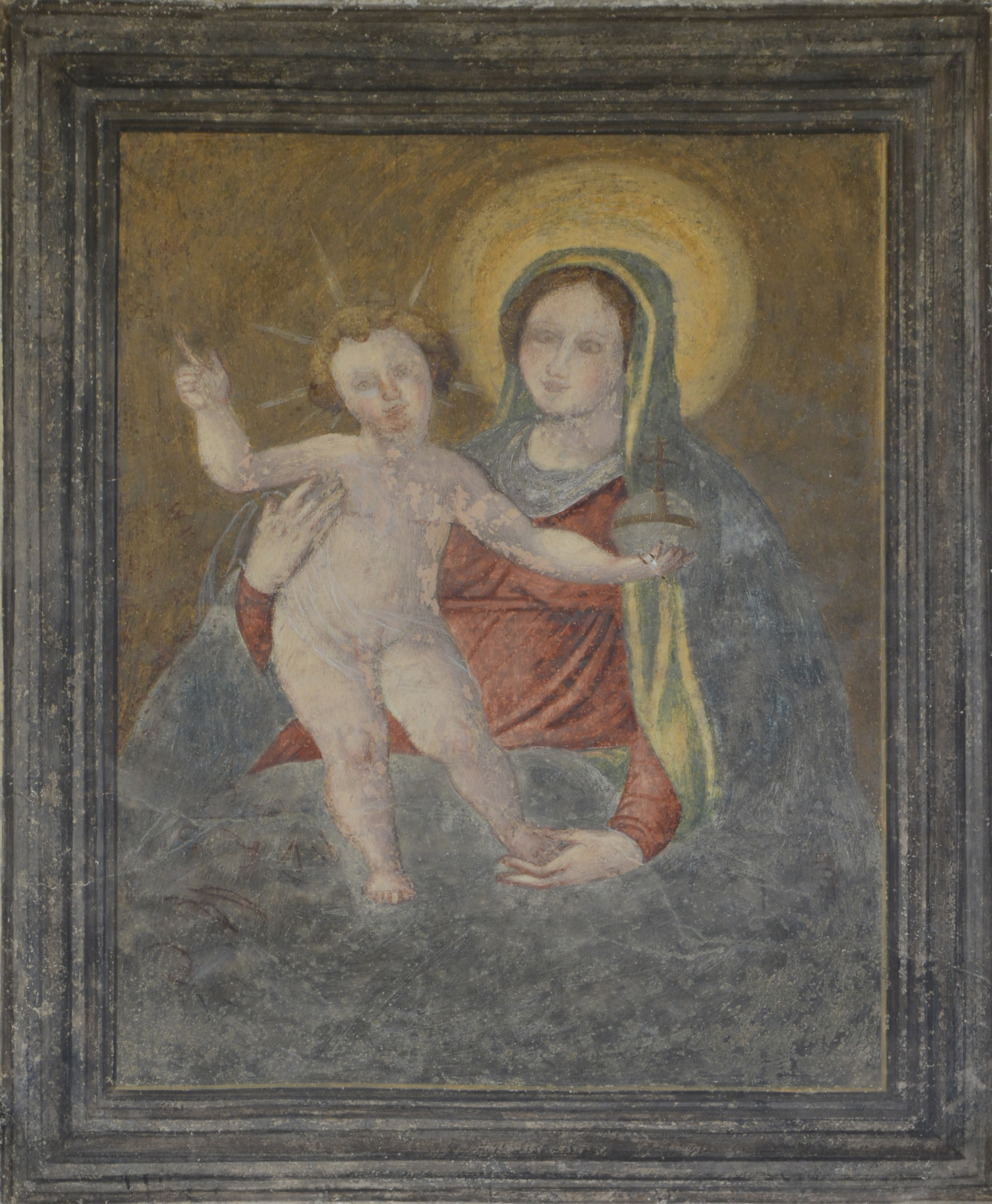
La Madonna col Bambino
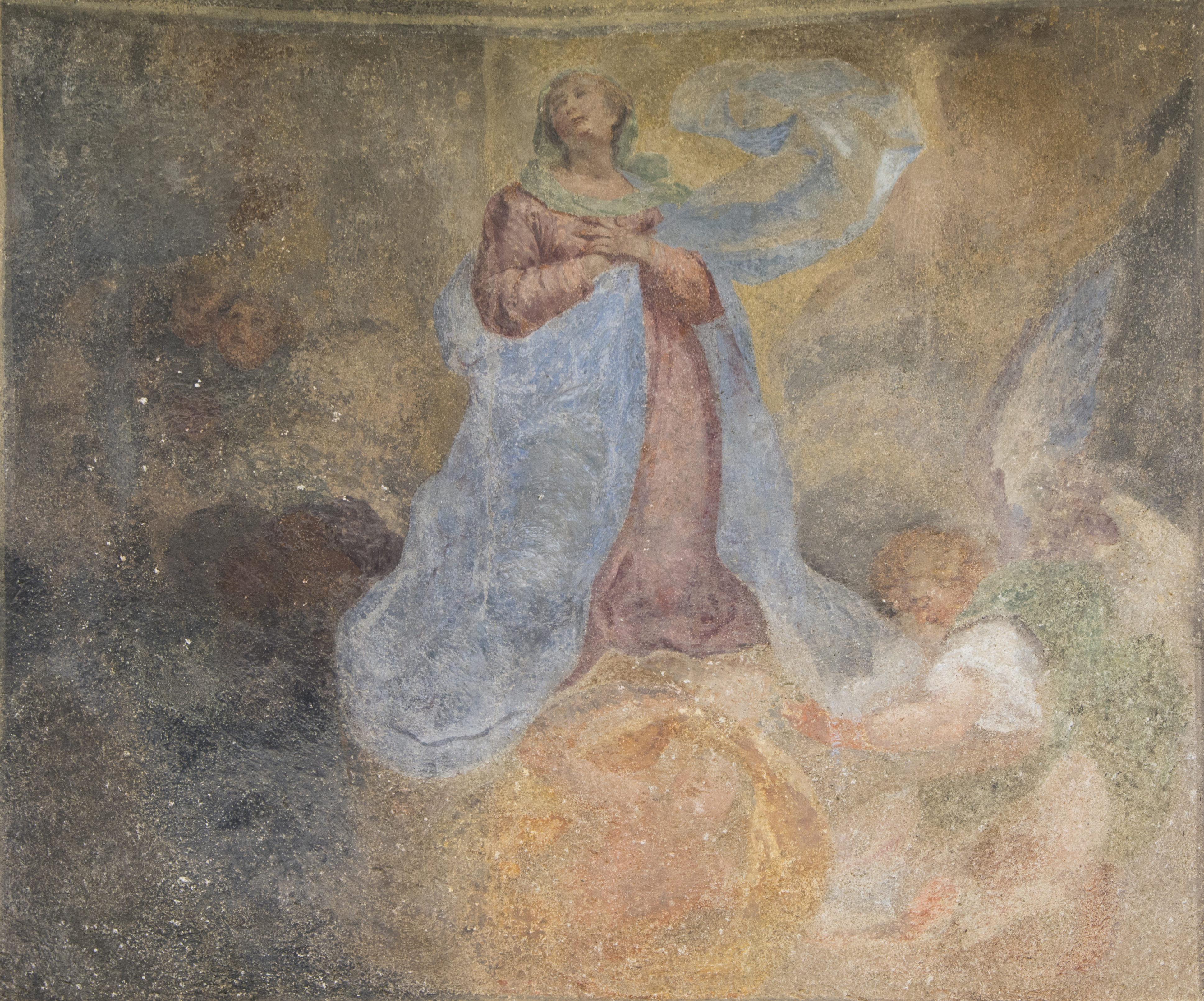
L'Ascensione
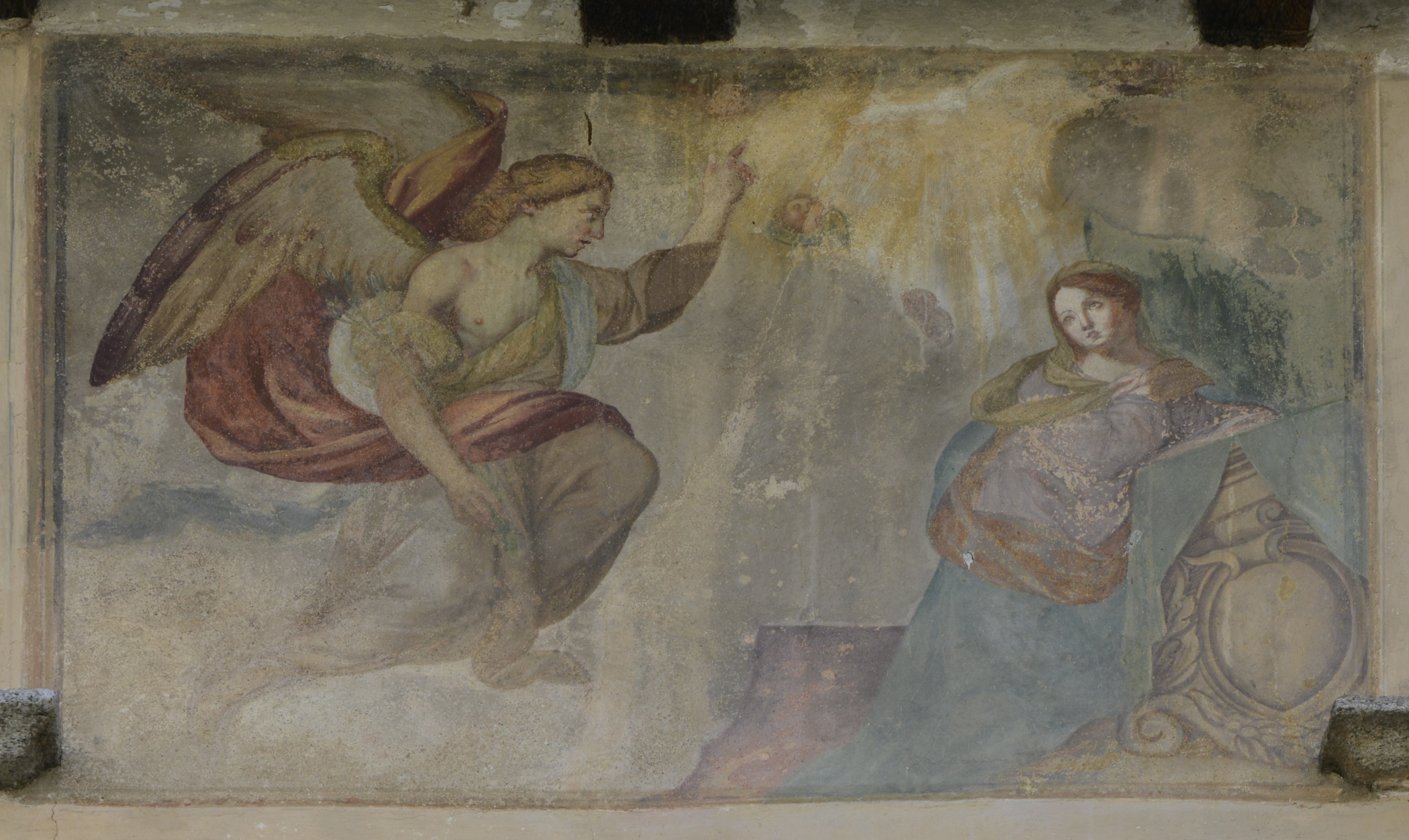
L'Annunciazione